# Bungin Tambun I
Bungin Tambun I is een bestuurslaag in het regentschap Kaur van de provincie Bengkulu, Indonesië. Bungin Tambun I telt 1068 inwoners (volkstelling 2010).